# 트레이스~과수연의 남자~
「트레이스 과수연 법의연구원의 추상」(트레이스 가상 연구원의 추상)은 코가 케이에 의한 일본의 만화. 「월간 코믹 제논」(노스·스타즈·픽쳐스 발행, 토쿠마 서점 발매)에서, 2016년 3월호부터 연재중.2021년 6월 현재 시리즈 누계 발행 부수는 120만 부를 돌파하고 있다.
끔찍한 과거를 가진 경시청 과학수사연구소의 남성 법의연구원이 다양한 살인사건으로 남겨진 증거품을 감정하면서 억측이 아니라 진실을 추구하며 사건을 깊이 추궁하고 피해자의 억울함을 밝혀내는 모습이 그려진다.
코가는 과학수사연구소의 전 연구원이었으며 그 당시에는 "범인을 잡고 싶다" "진실을 밝히고 싶다"는 생각을 안고 감정에 임했다고 한다. 그 때문에, 배경이나 비품등이 리얼하게 그려져 있는 것이 특징이다.
2019년 1월 7일부터 3월 18일까지, 『트레이스~과수연의 남자』의 타이틀로 후지TV 계열 「월 9」범위 내에서 텔레비전 드라마화되었다.

## 시놉시스
23년 전 6월, 당시 초등학생이던 레이지는 학교에서 귀가한 뒤 집에서 괴한에게 참살당한 가족의 변한 모습을 발견한다. 장례식에서 레이지는 이 사건의 진상을 스스로 규명하고 악에 대한 심판을 내릴 것을 울면서 다짐한다.
그리고 현재. 성이 '마노'로 바뀐 마노 레이지는 경시청 과학수사연구소의 법의과에 소속된 법의연구원으로 있었다. 신인 법의연구원의 사와구치 논나를 비롯해 주위는 그의 신상을 알아챈 기색이 없고, 마노는 때때로 견해차 때문에 수사원과 의견이 부딪치는 일도 많았지만, 과수연의 에이스로서 인정받고 있었다. 그러나 23년이 지난 지금도 마노는 사건의 진범을 밝혀내지 못하고 있었다.
어느 날, 신쥬쿠 경찰서의 형사·토라마루 료헤이가 과수연에 감정을 반입한다. 사실 23년 전 마노 일가 살인사건 현장에 가장 먼저 등장한 것은 당시 파출소 근무였던 도라마루였다. 마노는 토라마루를 경계하면서도, 악을 심판하기 위한 준비를 갖추어 간다.

## 주요 등장 인물
마노 레이지(마노 레이지)
본작의 주인공. 과학수사연구소의 법의과에 소속된 법의연구원의 주임. 방대한 지식량과 탁월한 감정기술, 그리고 다른 인간과는 다른 시점에서 사물을 판별하는 능력은 주위로부터도 높게 평가받고 있다. 그러나 성격은 쿨하고 전혀 융통성이 없다. 사건에 대한 견해에 있어서도 주관이나 억측을 모두 배제한 다음 철저한 감정을 실시해, 자신이 납득할 때까지 모든 방법을 구사하여 감정에 몰두한다. 23년 전 네리마 일가 살인사건으로 가족을 잃고 계속 진범을 찾고 있다. 항상 백의의 가슴 포켓에 훈계 차원에서 특촬 히어로 스콜피온 맨의 피겨를 넣고 있다. 덩치 큰 단것
사와구치 논나 (사와구치 논나)
과학수사연구소의 신인 법의연구원. 밝고 활발한 성격호기롭게 사건을 해결하는 정의의 영웅처럼 되고 싶어 과수연에 들어갔지만 과수연 업무가 수수하고 끝이 없어 당혹스럽다. 그러나 법의연구원으로 일하면서 마노로부터 큰 자극을 받아 진실을 규명하고 싶은 마음이 솟아오른다. 신주쿠 경찰서에서 회계과 사무로 일하는 여동생 칸나와 둘이 살고 있다.
토라마루 료에이(토라마루 료에이)
신주쿠 경찰서 형사과의 형사.계급은 경사.아내와 두 살 난 아들이 있다.피해자를 생각하는 순수한 마음을 늘 품은 열혈 형사.논나를 위해서 소개팅을 주선하는 등 보살핌이 좋아, 후배로부터 사모받고 있다. 마노에 대해서는 확고한 신념과 탁월한 감정 기술에 점차 신뢰를 보내 마노 센세이라고 부르게 된다.

## 방영 정보
『과수연의 남자』(과수연의 남자)의 타이틀로, 2019년 1월 7일부터 3월 18일까지 후지TV 계열 「월 9」범위 내에서 방송되었다. 주연은 칸쟈니∞의 니시키도 료.

### 캐스트
- 마노 레지 / 겐레지 - 니시키도 료 (소년 시대 : 오야마 렌토)
- 사와구치 논나 - 아라키 유코
- 소라쿠 일신 - 야마자키 키노리
- 미즈사와 에리 - 오카자키 사에
- 이치하라 히로 - 토야마 슌야
- 이노세 유이 - 야모토 유마
- 오키타 토오루 - 카토 도라노스케
- 사와구치 칸나 - 야마야 하나미
- 단 하오후이 - 치하라 （ (고교생 시절: 타카야마 아야히라)
- 에나미 기요시 - 시노이 히데스케
- 카이즈카 레이코 - 코유키 [9]
- 호마루 료헤이 - 후나코시 에이이치로
- 미나모토 요시카즈 - 쿠라유키(회상)◎
- 미나모토 히토미-하코(회상)◎
- 미나모토 료지 - 카모미 이삭 (회상) ◎
- 미나모토 노부노리-이이다기우(회상)◎

### 제작진
- 원작 - 고가 게이 『트레이스 과수연법의 연구원의 추상』
- 각본 - 아이자와 토모코, 오카다 미치코
- 스크립트 협력 - 나카하라 타츠야
- 음악 - Ken Arai
- 주제가 - 세키쟈니∞ 'crystal' (INFINITY RECORDS)
- 과수연 감수 - 야마자키 아키라, 후루야마 쇼헤이
- 경찰 감수 - 팀 오사
- 법의학 감수 - 가마누마 카나
- 액션 감수 - 근본 태수
- 법률 감수 - 야마자키 켄스케
- 의료 감수 - 야마모토 마사토시
- 프로듀스 - 구사가야 다이스케, 구마가야 리에 (다이에이 TV)
- 협력 프로듀스 - 고군 신야
- 연출 - 마츠야마 히로아키, 아이자와 히데유키, 미바시 토시유키(FILM)
- 제작 - 후지 TV